# Sterculia foetida

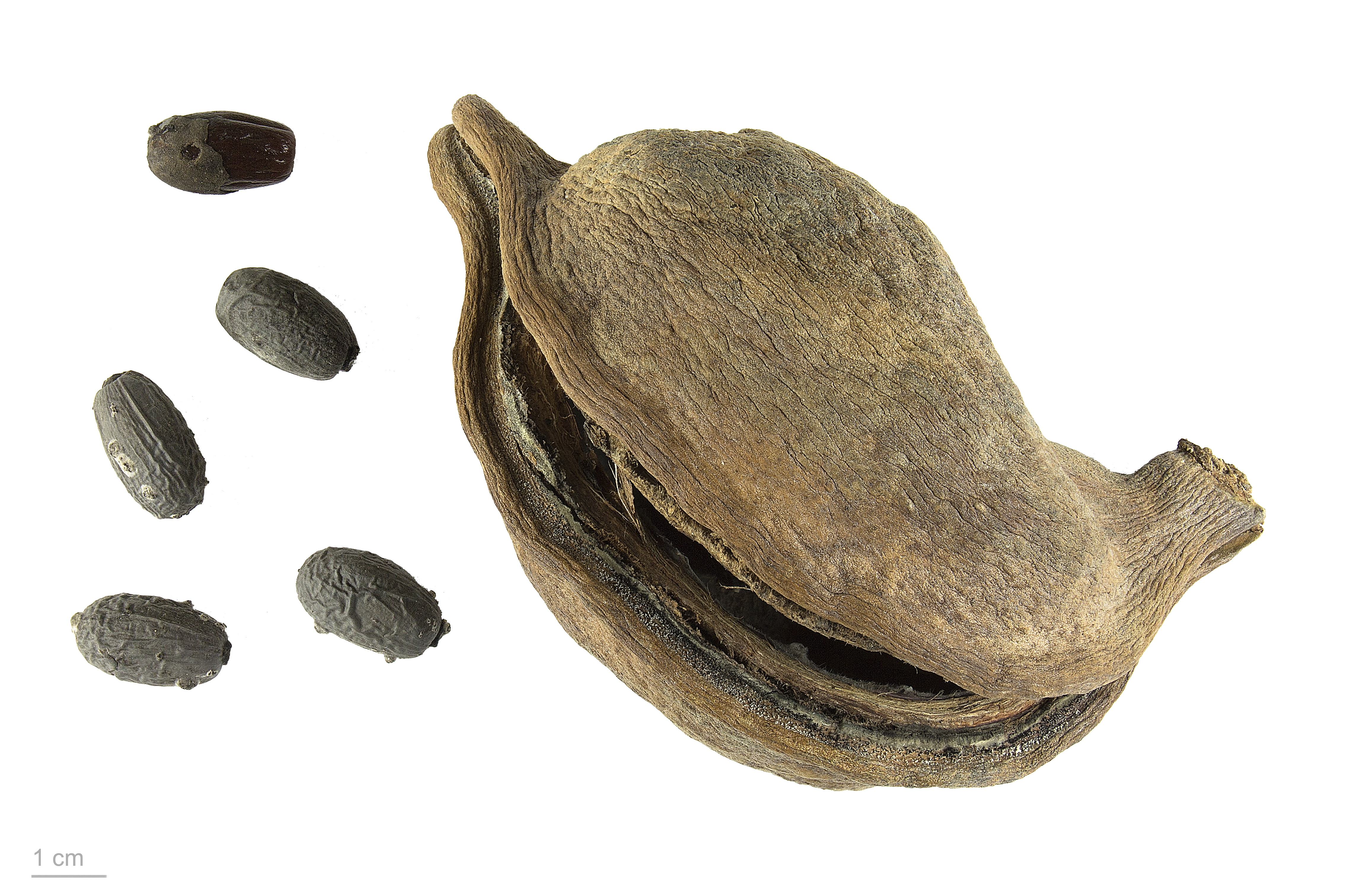
Sterculia foetida - MHNT

O Chichá-fedorento (Sterculia foetida), oliva-de-java ou castanha-da-Índia é uma árvore que chega a medir até 20 metros, da família das esterculiáceas, nativa de regiões tropicais da Índia e Malásia e introduzida no Brasil como planta ornamental. De tronco ereto, pouco ramificado, de casca acinzentada e superficialmente fissurada. Ramagem curta e horizontal, geralmente avermelhada, formando copa aberta. Folhas alternas, compostas, digitadas, de 10–30 cm de comprimento, aglomeradas na extremidade dos ramos. Inflorescências simples ou ramificadas, com flores vermelho-escuras, mal-cheirosas, de cerca de 2 cm de comprimento, formadas em março-abril junto com o surgimento da nova folhagem. Frutos lenhosos, deiscentes, grandes, pendentes, ovalados, do tipo, cápsula, vermelhos, com cerca de 8 cm de diâmetro e geralmente solitários ou em grupos de 2-8, com 10-15 sementes de casca cinza, oblongas, de aproximadamente 2 cm de comprimento.
O nome do fruto, de nome xixá (não confundir com o nome da árvore, que é Chichá), termo Indígena, que significa “Fruto semelhante a mão ou punho fechado”.
Tal espécie possui folhas alternas, flores vermelhas que exalam odor de carne em decomposição, sementes comestíveis, das quais se extrai óleo, e casca e folhas com propriedades diuréticas. Também é conhecida pelos nomes de irói, nagui, naguim, puna, puna-bastarda, puna-macha, puna-vermelha e satirão.
- Commons
- Wikispecies